# سوکرات آراکلیان
سوکرات واغارشاکی آراکلیان (ارمنی: Սոկրատ Վաղարշակի Առաքելյան؛ ؛ زادهٔ ۹ نوامبر ۱۹۱۷ - درگذشته ۱۹۹۳) یک سیاستمدار اهل ارمنستان است که سمت نمایندگی شورای عالی ارمنستان شوروی را برعهده داشت.

## زندگی‌نامه
وی در ۹ نوامبر ۱۹۱۷ در بایزید به دنیا آمد و از دانشگاه پلی‌تکنیک ارمنستان فارغ‌التحصیل گشت. همچنین برندهٔ جوایزی همچون نشان پرچم سرخ کار شده‌است. وی در ۱۹۹۳ در سن ۷۶ سالگی درگذشت و در آرامستان مرکزی ایروان (توخماخ) به خاک سپرده شد.